# Droga wojewódzka 182
Die Droga wojewódzka 182 (DW 182) ist eine 92 Kilometer lange Droga wojewódzka (Woiwodschaftsstraße) in der polnischen Woiwodschaft Großpolen, die Międzychód über Wronki mit Czarnków und der Droga krajowa 11 in Ujście verbindet. Die Straße liegt im Powiat Międzychodzki, im Powiat Szamotulski und im Powiat Czarnkowsko-Trzcianecki.

## Straßenverlauf
Woiwodschaft Großpolen, Powiat Międzychodzki
-  Pocztowa (Birnbaum) (DW 160)
-  Zatom Stary (Alt Zattum) (DW 195)
-  Sieraków (Zirke) (DW 133)
-  (DW 133)

Woiwodschaft Großpolen, Powiat Szamotulski
-  Ćmachowo (Zirke) (DW 145)
-  (DW 143)
-  Wronki (Wronke) (DW 184)
-  Brücke (Warthe)
-  Wronki (Wronke) (DW 140, DW 150)
-  Kreisverkehr, Piotrowo (DW 185)

Woiwodschaft Großpolen, Powiat Czarnkowsko-Trzcianecki
-  Lubasz (Lubasch) (DW 153)
-  Czarnków (Czarnikau) (DW 181)
-  Czarnków (Czarnikau) (DW 178)
-  Czarnków (Czarnikau) (DW 178)
-  Sarbia (Sarben) (DW 183)
-  Ujście (Usch) (DK 11)